# Leeson Point
Der Leeson Point ist eine markante und vereiste Landspitze, die den nordöstlichen Ausläufer von Montagu Island im Archipel der Südlichen Sandwichinseln bildet.
Das UK Antarctic Place-Names Committee benannte sie 1974 nach Leutnant John Leeson (* 1933) von der Royal Navy, leitender Navigator auf dem Patrouillenboot HMS Protector zur Erkundung der Südlichen Sandwichinseln im Jahr 1964.